# تخلت
آبی در یهودیت نشان از الوهیت می‌باشد، زیرا آبی رنگ آسمان و دریا است. از این رو که رنگ آبی سایه میان سفید و سیاه، روز و شب است، می‌تواند نشان از تعادل نیز باشد.

رنگ آبی در پرچم اسرائیل

## نگارخانه

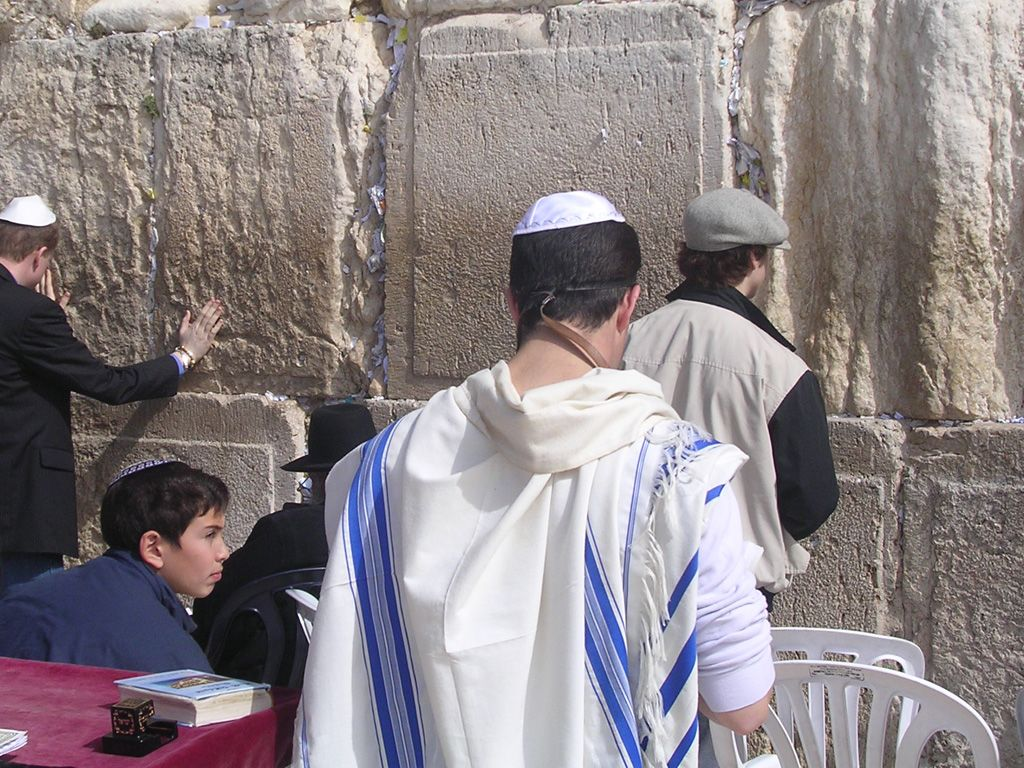
یک شال تالیت سنتی با خطوط آبی

## هم‌چنین ببینید
- پرچم اسرائیل که شامل دو راه راه آبی و یک ستاره داوود